# Cazalis (Landes)
Cazalis é uma comuna francesa na região administrativa da Nova Aquitânia, no departamento de Landes. Estende-se por uma área de 5,13 km². Em 2010 a comuna tinha 139 habitantes (densidade: 27,1 hab./km²).